# Howard Phillips Lovecraft műveinek listája
Howard Phillips Lovecraft amerikai horroríró művei időrendben.

## Művei
A művek angol és magyar nyelvű címe után szerepel, hogy a szövegek Howard Phillips Lovecraft műveinek a Szukits kiadónál magyar nyelven megjelent három kötetes összkiadásának melyik kötetében találhatók meg, a számok a megfelelő kötetek jelölik. (Howard Phillips Lovecraft: Összes művei I. kötet, Szukits Könyvkiadó, 2001, ISBN 963 93934 28; Howard Phillips Lovecraft: Összes művei II. kötet, Szukits Könyvkiadó, 2003, ISBN 963-497-010-9; Howard Phillips Lovecraft: Összes művei III. kötet, Szukits Könyvkiadó, 2005, ISBN 963-497-061-3)

### Prózai művek

#### Saját prózai írások
- The Little Glass Bottle (1897) [magyarul még nem jelent meg]
- The Mystery of the Grave-Yard (1898) [magyarul még nem jelent meg]
- The Secret Cave or John Lee’s Adventure (1898) [magyarul még nem jelent meg]
- The Mysterious Ship (1902) [magyarul még nem jelent meg]
- The Beast in the Cave (A barlangi szörnyeteg, 1905) (II. kötet)
- The Alchemist (Az alkimista, 1908) (III. kötet)
- Dagon (Dagon, 1917) (III. kötet)
- A Reminiscence of Dr. Samuel Johnson (Dr. Samuel Johnson emlékezete, 1917) (III. kötet)
- The Sweet Ermengarde (or Heart of a Country Girl) (Édes Krudélia, avagy egy vidéki lány szíve Jámbor Simon tollából, 1917) (III. kötet)
- The Tomb (A sír, 1917) (III. kötet)
- Polaris (Polaris, 1918) (I. kötet)
- Beyond the Wall of Sleep (Az álom fala mögött, 1919) (II. kötet)
- The Doom that Came to Sarnath (A végzet, mely elérte Sarnathot, 1919) (I. kötet)
- Memory (Emlékezet, 1919) (II. kötet)
- Old Bugs (Vén Bogaras, 1919) (II. kötet)
- The Statement of Randolph Carter (Randolph Carter vallomása, 1919) (I. kötet)
- The Transition of Juan Romero (Juan Romero átalakulása, 1919) (II. kötet)
- The White Ship (A Fehér Hajó, 1919) (I. kötet)
- The Cats of Ulthar (Ulthar macskái, 1920) (I. kötet)
- Celephais (Celephais, 1920) (I. kötet)
- Facts Concerning the Late Arthur Jermyn and His Family / The White Ape (Arthur Jermyn, 1920) (III. kötet)
- From Beyond (Onnan túlról, 1920) (II. kötet)
- Nyarlathotep (Nyarlathotep, 1920) (II. kötet)
- The Picture in the House (A kép a házban, 1920) (II. kötet)
- The Street (Az Utca, 1920) (II. kötet)
- The Temple (A templom, 1920/1925) (III. kötet)
- The Terrible Old Man (A Szörnyű Öregember, 1920) (I. kötet)
- The Tree (A fa, 1920) (II. kötet)
- Ex Oblivione (Ex Oblivione, 1920-21) (II. kötet)
- The Moon-Bog (A Hold-láp, 1921) (III. kötet)
- The Music of Erich Zann (Erich Zann muzsikája, 1921) (III. kötet)
- The Nameless City (A névtelen város, 1921) (I. kötet)
- The Other Gods (Más istenek, 1921) (I. kötet)
- The Outsider (A kívülálló, 1921) (II. kötet)
- The Quest of Iranon (Iranon keresése, 1921) (I. kötet)
- Herbert West – Reanimator (Herbert West, az újjáélesztő, 1921-22) (III. kötet)
- Azathoth (Azathoth, 1922) (III. kötet)
- The Hound (A kutya, 1922) (III. kötet)
- Hypnos (Hüpnosz, 1922) (II. kötet)
- The Lurking Fear (A lesben álló rettenet, 1922) (II. kötet)
- What the Moon Brings (Amit a Hold hoz, 1922) (II. kötet)
- The Festival (Az ünnep, 1923) (I. kötet)
- The Rats in the Walls (Patkányok a falban, 1923) (III. kötet)
- The Unnamable (A megnevezhetetlen, 1923) (I. kötet)
- The Shunned House (A ház, melyet mindenki elkerül, 1924) (II. kötet)
- He (Ő, 1925) (II. kötet)
- The Horror at Red Hook (Red Hook, 1925) (II. kötet)
- In the Vault (A kriptában, 1925) (III. kötet)
- The Call of Cthulhu (Cthulhu hívása, 1926) (III. kötet)
- Cool Air (Hideg levegő , 1926) (III. kötet)
- The Descendant (A leszármazott, 1926) (III. kötet)
- The Dream-Quest of Unknown Kadath (Zarándokút Kadathba, 1926) (I. kötet)
- Pickman's Model (Pickman modellje, 1926) (II. kötet)
- The Silver Key (Az ezüstkulcs, 1926) (I. kötet)
- The Strange High House in the Mist (A különös, magas ház a ködben, 1926) (I. kötet)
- The Thing in the Moonlight (A dolog a holdfényben, 1927)
- The Case of Charles Dexter Ward (Charles Dexter Ward esete, 1927) (III. kötet)
- The Colour Out of Space (Szín az űrből, 1927) (II. kötet)
- History of the Necronomicon (A Necronomicon története, 1927) (II. kötet)
- The Very Old Folk (1927) (magyarul nem jelent meg)
- The Dunwich Horror (Rémület Dunwichben, 1928) (II. kötet)
- Ibid (Ibid, 1928) (III. kötet)
- The Whisperer in the Darkness (Suttogás a sötétben, 1930) (II. kötet)
- At the Mountains of Madness (Az őrület hegyei, 1931) (I. kötet)
- The Shadow over Innsmouth (Árnyék Innsmouth fölött, 1931) (III. kötet)
- The Dreams in the Witch House (Álmok a boszorkányházban, 1932) (II. kötet)
- The Evil Clergyman (A gonosz lelkész, 1933) (III. kötet)
- The Thing on the Doorstep (A dolog a küszöbön, 1933) (III. kötet)
- The Book (A könyv, 1933?) (III. kötet)
- The Shadow Out of Time (Árnyék az időn túlról, 1934-35) (I. kötet)
- The Haunter of the Dark (A sötétség lakója, 1935) (II. kötet)

#### Elveszett szövegek
Prózai művek, melyeknek kéziratai elvesztek, ám különböző forrásokból mégis tudunk a keletkezésükről.
- The Noble Eavesdropper (elveszett; 1897)
- The Haunted House (elveszett; 1898/1902)
- John, the Detective (elveszett; 1898/1902)
- The Secret of the Grave (elveszett; 1898/1902)
- The Picture (elveszett; 1907)
- The Mystery of Murdon Grange (elveszett; 1918)
- Life and Death (elveszett; 1920?)

#### Kollaborációk
Azok a prózai művek tartoznak ide, melyeket másokkal közösen írt, vagy álnéven jelentek meg, illetve olyan szövegek, melyek végleges formájuk létrejöttében Lovecraft kritikusként, levelezőpartnerként stb. nagy szerepet játszott. Ezen írások szerzőségét illetően fililógiailag elég nehéz eldönteni, hogy az egyes szövegek létrejöttében Howard Phillips Lovecraft milyen jellegű és mekkora szerepet játszott. Ezen írások közül kettő szöveg került be a magyar összkiadásba, de kizárólag Lovecraft neve alatt: Eryx falai között (Kenneth Sterlinggel közösen írta), Az ezüstkulcs kapuin át (E. Hoffmann Price-szal közösen írta), valamint az Árnyék az időn túlról, melyet August Derleth fejezett be Lovecreft halála után. A kollaborációk közül magyarul olvasható még a Harry Houdini álnéven megjelent A fáraók börtönében című novella.
- The Green Meadow (1918-19)
- Poetry and Gods (1920)
- The Crawling Chaos (1920-21)
- The Horror at Martin's Beach (Rettenet a tengerparton, 1922)
- Ashes (1923)
- The Ghost-Eater (1923)
- The Loved Dead (1923)
- Deaf, Dumb and Blind (1924?)
- Under the Pyramids (A fáraók börtönében, 1924) (II. kötet)
- Two Black Bottles (Két fekete palack, 1926)
- The Last Test (1927)
- The Curse of Yig (Yig átka, 1928)
- The Electric Executioner (1929?)
- The Mound (1929-30)
- Medusa's Coil (1930)
- The Trap (1931)
- The Man of Stone (A kőember, 1932)
- The Horror in the Museum (Horror a múzeumban, 1932)
- Through the Gates of the Silver Key (Az ezüstkulcs kapuin át, 1932) (I. kötet)
- Winged Death (1933)
- Out of the Aeons (1933)
- The Horror in the Burying-Ground (1933/35)
- The Tree on the Hill (A fa a dombtetőn, 1934)
- The Battle that Ended the Century (1934)
- “Till A’ the Seas” (1935)
- Collapsing Cosmoses (1935)
- The Challenge from Beyond (1935)
- The Disinterment (Az ásatás, 1935)
- The Diary of Alonzo Typer (Alonzo Typer naplója, 1935)
- In the Walls of Eryx (Eryx falai közt, 1936) (I. kötet)
- The Night Ocean (1936)

### Tanulmányok

#### Irodalmi tanulmányok
- The Allowable Rhyme (A megengedhető rím, 1915)
- Metrical Regularity (Az időmérték, 1915)
- The Vers Libre Epidemic (A szabadvers-járvány, 1917)
- The Despised Pastoral (A lenézett pasztorál, 1918)
- The Case for Classicism (A klasszicizmus védelmében, 1919)
- Lord Dunsany and His Work (Lord Dunsany és művei, 1922)
- Rudis Indigestaque Moles (Rudis Indigestaque Moles, 1923)
- The Professional Incubus (A hivatásos írás rontó szelleme, 1924)
- The Omnipresent Philistine (A nyárspolgár mindenütt ott van, 1924)
- Supernatural Horror in Literature (Természetfeletti rettenet az irodalomban, 1925-27)
- Notes on Writing Weird Fiction (Jegyzetek a rémtörténetek írásáról, 1933)
- Some Notes on Interplanetary Fiction (Néhány megjegyzés a csillagközi történetekről, 1934)
- What Belongs in Verse (Mire való a vers?, 1935)

#### Filozófiai tanulmányok
- The Crime of the Century (Az évszázad leggyalázatosabb bűntette, 1915)
- Americanism (Amerikaiság, 1919)
- At the Root (A gyökereknél, 1918)
- Nietzscheism and Realism (Nietzscheizmus és realizmus, 1921)

### Versek
- Poem of Ulysses, The / Odyssey, The (1897)
- Ovid’s Metamorphoses (1898-1902)
- H. Lovecraft’s Attempted Journey betwixt Providence & Fall River on the N.Y.N.H. & H.R.R. (1901)
- Poemata Minora, Volume II (1902)
- C.S.A. 1861-1865: To the Starry Cross of the SOUTH (1902)
- De Triumpho Naturae (1905)
- Members of the Men’s Club of the First Universalist Church of Providence, The (1908-12)
- [To His Mother on Thanksgiving] (1911)
- To Mr. Terhune, on His Historical Fiction (1911-13)
- Providence in 2000 A.D. (1912)
- New-England Fallen (1912)
- On the Creation of Niggers (1912)
- Fragment on Whitman (1912)
- [On Robert Browning] (1912?)
- On a New-England Village Seen by Moonlight (1913)
- Quinsnicket Park (1913)
- To Mr. Munroe, on His Instructive and Entertaining Account of Switzerland (1914)
- Ad Criticos (1914)
- Frustra Praemunitus (1914)
- De Scriptore Mulieroso (1914)
- To General Villa (1914)
- On a Modern Lothario (1914)
- The End of the Jackson War (1914)
- To the Members of the Pin-Feathers on the Merits of Their Organisation, and of Their New Publication, The Pinfeather (1914)
- To the Rev. James Pyke (1914)
- To an Accomplished Young Gentlewoman on Her Birthday (1914)
- Regner Lodbrog’s Epicedium (1914)
- Power of Wine: A Satire, The (1914)
- Teuton’s Battle-Song, The (1914)
- New England (1914)
- Gryphus in Asinum Mutatus (1914?)
- Bride of the Sea, The / Unda (1915)
- On Receiving a Picture of Swans (1915)
- To the Members of the United Amateur Press Association from the Providence Amateur Press Club (1915)
- March (1915)
- 1914 (1915)
- Simple Speller’s Tale, The (1915)
- [On Slang] (1915)
- Elegy on Franklin Chase Clark, M.D., An (1915)
- Bay-Stater’s Policy, The (1915)
- Crime of Crimes, The (1915)
- Ye Ballade of Patrick von Flynn (1915)
- Issacsonio-Mortoniad, The (1915)
- [On “Unda; or, The Bride of the Sea”] (1915)
- To Charlie of the Comics (1915)
- Gems from In a Minor Key (1915)
- State of Poetry, The (1915)
- Magazine Poet, The (1915)
- Mississippi Autumn, A (1915)
- On the Cowboys of the West (1915)
- To Samuel Loveman, Esquire, on His Poetry and Drama, Writ in the Elizabethan Style (1915)
- Rose of England, The (1916)
- American to Mother England, An (1916)
- Poe-et's Nightmare, The (1916)
- Bookstall, The (1916)
- Rural Summer Eve, A (1916)
- To the Late John H. Fowler, Esq. (1916)
- R. Kleiner, Laureatus, in Heliconem (1916)
- Temperance Song (1916)
- Content (1916)
- My Lost Love (1916)
- Beauties of Peace, The (1916)
- Smile, The (1916)
- Epitaph on ye Letterr Rrr… (1916)
- Dead Bookworm, The (1916)
- [On Phillips Gamwell] (1916)
- Inspiration (1916)
- Respite (1916)
- Unknown, The (1916)
- Ad Balneum (1916)
- [On Kelso the Poet] (1916)
- Providence Amateur Press Club (Deceased) to the Athenaeum Club of Journalism (1916)
- Brotherhood (1916)
- Brumalia (1916)
- Futurist Art (1916)
- Nemesis (1917)
- Fact and Fancy (1917)
- Ode for July Fourth (1917)
- Lines on General Robert Edward Lee (1917)
- Pacifist War Song (1917)
- Peace Advocate, The (1917)
- Sunset (1917)
- On Receiving a Picture of the Marshes of Ipswich (1917)
- Rutted Road, The (1917)
- Elegy on Phillips Gamwell, Esq., An (1917)
- Lines on Graduation from the R.I. Hospital’s School of Nurses (1917)
- Nymph’s Reply to the Modern Business Man, The (1917)
- Percival Lowell (1917)
- To Mr. Lockhart, on His Poetry (1917)
- Britannia Victura (1917)
- Spring (1917)
- Sonnet on Myself (1917)
- April (1917)
- Iterum Conjunctae (1917)
- To Greece (1917)
- On Receiving a Picture of ye Towne of Templeton, in the Colonie of Massachusetts-Bay, with Mount Monadnock, in New-Hamps (1917)
- Poet of Passion, The (1917)
- Earth and Sky (1917)
- On the Death of a Rhyming Critic (1917)
- Prologue to “Fragments from an Hour of Inspiration” by Jonathan E. Hoag (1917)
- To M.W.M. (1917)
- To the Incomparable Clorinda (1917)
- To Saccharissa, Fairest of Her Sex (1917)
- To Rhodoclia–Peerless among Maidens (1917)
- To Belinda, Favourite of the Graces (1917)
- To Heliodora–Sister of Cytheraea (1917)
- To Mistress Sophia Simple, Queen of the Cinema (1917)
- American to the British Flag, An (1917)
- Autumn (1917)
- Lines on the 25th. Anniversary of the Providence Evening News (1917)
- Old Christmas (1917)
- To the Arcadian (1917)
- To the Nurses of the Red Cross (1917)
- Psychopompos: A Tale in Rhyme (1917-1918)
- Introduction, The (1917?)
- Summer Sunset and Evening, A (1917?)
- To the American Flag (1918)
- Astrophobos (1918)
- Conscript, The (1918)
- Death (1918)
- Garden, A (1918)
- Laeta / A Lament (1918)
- Winter Wish, A (1918)
- To Jonathan E. Hoag, Esq. (1918)
- Volunteer, The (1918)
- Ad Britannos (1918)
- Ver Rusticum (1918)
- To Mr. Kleiner, on Receiving from Him the Poetical Works of Addison, Gay, and Somerville (1918)
- Pastoral Tragedy of Appleton, Wisconsin, A (1918)
- On a Battlefield in Picardy (1918)
- June Afternoon, A (1918)
- Spirit of Summer, The (1918)
- Grace (1918)
- Link, The (1918)
- To Alan Seeger (1918)
- Damon and Delia, a Pastoral (1918)
- Phaeton (1918)
- To Arthur Goodenough, Esq. (1918)
- Hellas (1918)
- To Delia, Avoiding Damon (1918)
- Alfredo; a Tragedy (1918)
- Eidolon, The (1918)
- Monos: An Ode (1918)
- Germania (1918)
- To Col. Linkaby Didd (1918)
- Ambition (1918)
- Cycle of Verse, A (1918)
- To the Eighth of November (1918)
- To the A.H.S.P.C., on Receipt of the Christmas Pippin (1918)
- City, The (1919)
- Despair (1919)
- To Edward John Moreton Drax Plunkelt, Eighteenth Baron Dunsany (1919)
- House, The (1919)
- Revelation (1919)
- Greetings (1919)
- Theodore Roosevelt (1919)
- To Maj.-Gen. Omar Bundy, U.S.A. (1919)
- To Jonathan Hoag, Esq. (1919)
- In Memoriam: J.E.T.D. (1919)
- April Dawn (1919)
- Amissa Minerva (1919)
- Damon: A Monody (1919)
- Hylas and Myrrha: A Tale (1919)
- North and South Britons (1919)
- To the A.H.S.P.C., on Receipt of the May Pippin (1919)
- Helene Hoffman Cole: 1893-1919 (1919)
- John Oldham: A Defence (1919)
- [On Prohibition] (1919)
- Myrrha and Strephon (1919)
- Monody on the Late King Alcohol (1919)
- Pensive Swain, The (1919)
- Oct. 17, 1919 (1919)
- On Collaboration (1919)
- Wisdom (1919)
- Birthday Lines to Margfred Galbraham (1919)
- Nightmare Lake, The (1919)
- Bells (1919)
- Christmastide (1920)
- On Reading Lord Dunsany's Book of Wonder (1920)
- January (1920)
- To Phillis (1920)
- Tryout’s Lament for the Vanished Spider (1920)
- Ad Scribam (1920)
- To a Dreamer (1920)
- Cindy: Scrub Lady in a State Street Skyscraper (1920)
- Poet’s Rash Excuse, The (1920)
- With a Copy of Wilde’s Fairy Tales (1920)
- Ex-Poet’s Reply (1920)
- To Two Epgephi (1920)
- On Religion (1920)
- Voice, The (1920)
- On a Grecian Colonnade in a Park (1920)
- Dream, The (1920)
- October [1] (1920)
- To S.S.L. (1920)
- To Alfred Galpin, Esq. (1920)
- Theobaldian Aestivation (1920)
- S.S.L.: Christmas 1920 (1920)
- On Receiving a Portraiture of Mrs. Berkeley, ye Poetess (1920)
- Prophecy of Capys Secundus, The (1921)
- To a Youth (1921)
- To Mr. Hoag (1921)
- Pathetick History of Sir Wilful Wildrake, The (1921)
- On the Return of Maurice Winter Moe, Esq., to the Pedagogical Profession (1921)
- Medusa: A Portrait (1921)
- To Mr. Galpin (1921)
- Sir Thomas Tryout (1921)
- Waste Paper (1922)
- On a Poet’s Ninety-first Birthday (1922)
- Simplicity: A Poem (1922)
- To Saml: Loveman, Gent. (1922)
- Plaster-All (1922)
- To Zara (1922)
- To Damon (1922)
- To Rheinhart Kleiner, Esq. (1923)
- Chloris and Damon (1923)
- To Mr. Hoag (1923)
- To Endymion (1923)
- Feast, The (1923)
- [On Marblehead] (1923)
- To Mr. Baldwin, on Receiving a Picture of Him in a Rural Bower (1923)
- Lines for Poets’ Night at the Scribblers’ Club (1923)
- [On a Scene in Rural Rhode Island] (1923)
- Damon and Lycë (1923)
- Providence (1924)
- To Mr. Hoag (1924)
- [On the Pyramids] (1924)
- [Stanzas on Samarkand I-III] (1924)
- [On The Thing in the Woods by Harper Williams] (1924)
- Solstice (1924)
- Cats, The (1925)
- To Saml Loveman, Esq. (1925)
- To George Kirk, Esq. (1925)
- My Favourite Character (1925)
- [On the Double-R Coffee House] (1925)
- To Mr. Hoag (1925)
- [On Rheinhart Kleiner Being Hit by an Automobile] (1925)
- To Xanthippe, on Her Birthday (1925)
- Primavera (1925)
- [To Frank Belknap Long on His Birthday] (1925)
- Year Off, A (1925)
- To an Infant (1925)
- [On a Politician] (1925)
- [On a Room for Rent] (1925)
- October [2] (1925)
- To George Willard Kirk, Gent., of Chelsea-Village, in New York, upon His Birthday, Novr. 25, 1925 (1925)
- [On Old Grimes by Albert Gorton Greene] (1925)
- Halloween in a Suburb (1926)
- Festival (1926)
- To Jonathan Hoag (1926)
- In Memoriam: Oscar Incoul Verelst of Manhattan: 1920-1926 (1926)
- Return, The (1926)
- E?? ??????? (1926)
- Hedone (1927)
- To Miss Beryl Hoyt (1927)
- To Jonathan E. Hoag, Esq. (1927)
- [On J.F. Roy Erford] (1927)
- [On Ambrose Bierce] (1927)
- [On Cheating the Post Office] (1927)
- [On Newport, Rhode Island] (1927)
- Absent Leader, The (1927)
- Ave atque Vale (1927)
- To a Sophisticated Young Gentleman (1928)
- Messenger, The (1929)
- Wood, The (1929)
- An Epistle to the Rt. Honble Maurce Winter Moe, Esq. (1929)
- [Stanzas on Samarkand IV] (1929)
- Lines upon the Magnates of the Pulp (1929)
- Outpost, The (1929)
- Ancient Track, The (1929)
- East India Brick Row, The (1929)
- Fungi from Yuggoth (1929-1930)
- Veteropinguis Redivivus (1930?)
- To a Young Poet in Dunedin (1931)
- On an Unspoil’d Rural Prospect (1931)
- Bouts Rimés (1934)
- [Anthem of the Kappa Alpha Tau] (1934)
- Edith Miniter (1934)
- [Little Sam Perkins] (1934)
- [Metrical Example] (1935)
- Dead Passion’s Flame (1935)
- Arcadia (1935)
- Lullaby for the Dionne Quintuplets (1935)
- In a Sequestered Providence Churchyard Where Once Poe Walked (1936)
- Odes of Horace: Book III, ix, The (1936)
- To Mr. Finlay, upon His Drawing for Mr. Bloch’s Tale, “The Faceless God” (1936)
- To Clark Ashton Smith, Esq., upon His Phantastick Tales, Verses, Pictures, and Sculptures (1936)
- Nathicana (?)
- Christmas Blessings (?)
- Christmas Snows (?)
- Egyptian Christmas (?)
- Halcyon Days (?)
- Little Tiger (?)
- St. John (?)
- Good Saint Nick (?)
- Tosh Bosh (?)
- Decline and Fall of a Man of the World (?)
- [Epigrams] (?)
- Gaudeamus (?)
- Greatest Law, The (?)
- Life’s Mystery (?)
- On Mr. L. Phillips Howard’s Profound Poem Entitled “Life’s Mystery” (?)
- On an Accomplished Young Linguist (?)
- “The Poetical Punch” Pushed from His Pedestal (?)
- Road to Ruin (?)
- Saturnalia (?)
- Sonnet Study (?)
- Sors Poetae (?)
- To Samuel Loveman, Esq. (?)
- To “The Scribblers” (?)
- Verses Designed to Be Sent by a Friend of the Author to His Brother-in-Law on New Year’s Day (?)
- [Christmas Greetings] (?)
- [Untitled poems] (?)

## Külső hivatkozások
- Magyar H. P. Lovecraft Honlap
- In Memoriam H. P. Lovecraft Honlap